# Communauté rurale de Suelle
La communauté rurale de Suelle est une communauté rurale du Sénégal située en Casamance, au nord-ouest de Bignona. Elle fait partie de l'arrondissement de Sindian, dans le département de Bignona et la région de Ziguinchor.
Les 16 villages de la Communauté rurale sont :
- Baïla
- Balandine
- Batong
- Caparan
- Diaboudior
- Diacoye Banga
- Diattang
- Diongol
- Djilacounda
- Katinong
- Katoudié
- Kindieng
- Ngoniam
- Niankitte
- Suelle
- Talloum